# 哈沃科斯特
哈沃科斯特是德国石勒苏益格－荷尔斯泰因州的一个市镇。总面积5.91平方公里，总人口155人，其中男性73人，女性82人（2011年12月31日），人口密度26人/平方公里。